# 卡房镇
卡房镇，是中华人民共和国云南省红河哈尼族彝族自治州个旧市下辖的一个乡镇级行政单位。

## 行政区划
卡房镇下辖以下地区：
卡房社区、卡房村、头道水村、田坝子村、苟街村、斗姆阁村、咪的期村、田心村、打靶期村、大黑山村、龙头寨村、龙树脚村、火把冲村、路赶藤村、扯土白村、维西湾村和云锡卡房分矿工矿区。